# Piper sagittifer
Piper sagittifer är en pepparväxtart som beskrevs av William Trelease. Piper sagittifer ingår i släktet Piper och familjen pepparväxter. Inga underarter finns listade i Catalogue of Life.